# Ломница (област Добрич)
Вижте пояснителната страница за други значения на Ломница.
Ломница е село в Североизточна България. То се намира в община Добричка, област Добрич.

## История
През Османския период, след Освобождението и през периода на румънско господство над Добруджа от 1919 до 1940 година селото се нарича Матлъм кьой. Името се среща и в адаптирания вариант Матлъново. През 1929 г. в селото е регистрирано оплакване от страна на местни жители поради провокации и опити за самоуправство от страна на румънски колонисти.
Селото получава днешното си име със заповед на МЗ № 2191/обн. 27 юни 1942 г.

## Население
Преброяване на населението през 2011 г.
Численост и дял на етническите групи според преброяването на населението през 2011 г.:
|                     | Численост | Дял (в %) |
| Общо                | 315       | 100,00    |
| Българи             | 66        | 20,95     |
| Турци               | 108       | 34,28     |
| Цигани              | 55        | 17,46     |
| Други               | 47        | 14,92     |
| Не се самоопределят | 6         | 1,90      |
| Неотговорили        | 33        | 10,47     |